# جونکی اندو
جونکی اندو (انگلیسی: Junki Endo؛ زادهٔ ۸ دسامبر ۱۹۹۴) بازیکن فوتبال اهل ژاپن است.